# Benjamin Musga
Benjamin Musga (* 3. Oktober 1982 in Dinslaken) ist ein ehemaliger deutscher Eishockeyspieler.

## Karriere
Seine ersten beiden Spielzeiten im Seniorenbereich absolvierte Musga von 2001 bis 2003 bei den Moskitos Essen, ehe er während der Saison 2002/03 zum EHC Dortmund wechselte. In der folgenden Spielzeit ging er für die Herner EG in der Regionalliga aufs Eis und verpasste mit Herne als Tabellenzweiter der Endrunde nur knapp den Aufstieg in die Oberliga.
Von 2004 bis 2006 spielte Musga zwei Jahre bei den Revierlöwen Oberhausen in der Oberliga und schloss sich nach der Insolvenz der Revierlöwen dem ESV Hügelsheim an. Nachdem er die Saison 2007/08 bei den Nijmegen Devils in der höchsten niederländischen Liga, der Eredivisie, verbracht hatte, kehrte er 2008 nach Deutschland zurück und spielte eine Saison in seiner Heimatstadt bei den Dinslaken Kobras. In der Saison 2009/10 stand er bei den Ratinger Ice Aliens unter Vertrag, ehe er 2010 nach Herne zurückkehrte, wo er eine Saison in der Oberliga aufs Eis ging.
Im Sommer 2011 unterschrieb er einen Vertrag bei den Moskitos Essen. Anschließend spielte er bis 2017 erneut für Ratingen, ehe er seine Karriere beendete.

## Karrierestatistik
(Legende zur Spielerstatistik: Sp oder GP = absolvierte Spiele; T oder G = erzielte Tore; V oder A = erzielte Assists; Pkt oder Pts = erzielte Scorerpunkte; SM oder PIM = erhaltene Strafminuten; +/− = Plus/Minus-Bilanz; PP = erzielte Überzahltore; SH = erzielte Unterzahltore; GW = erzielte Siegtore; 1 Play-downs/Relegation; Kursiv: Statistik nicht vollständig)